# 더 클럽 (2015년 영화)
《더 클럽》(스페인어: El Club)은 2015년에 공개된 칠레의 영화이다. 제73회 골든 글로브상 외국어 영화상에 후보로 올랐다.

## 출연

### 주연
- 로베르토 파리아스
- 안토니아 제거스
- 알프레도 카스트로
- 알레한드로 고익

### 조연
- 알레한드로 시에베킹
- 하이메 바델
- 마르셀로 알론소